# Peter Cook (acteur)
Pour les articles homonymes, voir Peter Cook et Cook.
Peter Cook, né à Torquay (comté de Devon) le 17 novembre 1937 et mort à Hampstead (Angleterre)  le 9 janvier 1995, est un acteur britannique. Il s'est illustré dans le rôle du major Digby Dawlish dans Gonflés à bloc (1969), ou dans celui de l'ecclésiastique dans Princess Bride (1987).
Il meurt d'une hémorragie gastro-intestinale à l'âge de 57 ans.

## Filmographie
- 1967 : Fantasmes (Bedazzled) de Stanley Donen
- 1968 : Maldonne pour un espion (A Dandy in Aspic) d'Anthony Mann et Laurence Harvey
- 1969 : Gonflés à bloc (Monte Carlo or Bust!) de Ken Annakin
- 1969 : L'Ultime Garçonnière (The Bed-Sitting Room) de Richard Lester
- 1983 : Barde d'or et les pirates (Yellow Beard)
- 1984 : Supergirl, de Jeannot Szwarc
- 1987 : Princess Bride (The Princess Bride) de Rob Reiner
- 1988 : Élémentaire, mon cher... Lock Holmes (Without a Clue) de Thom Eberhardt
- 1989 : Getting It Right de Randal Kleiser